# Mariekex

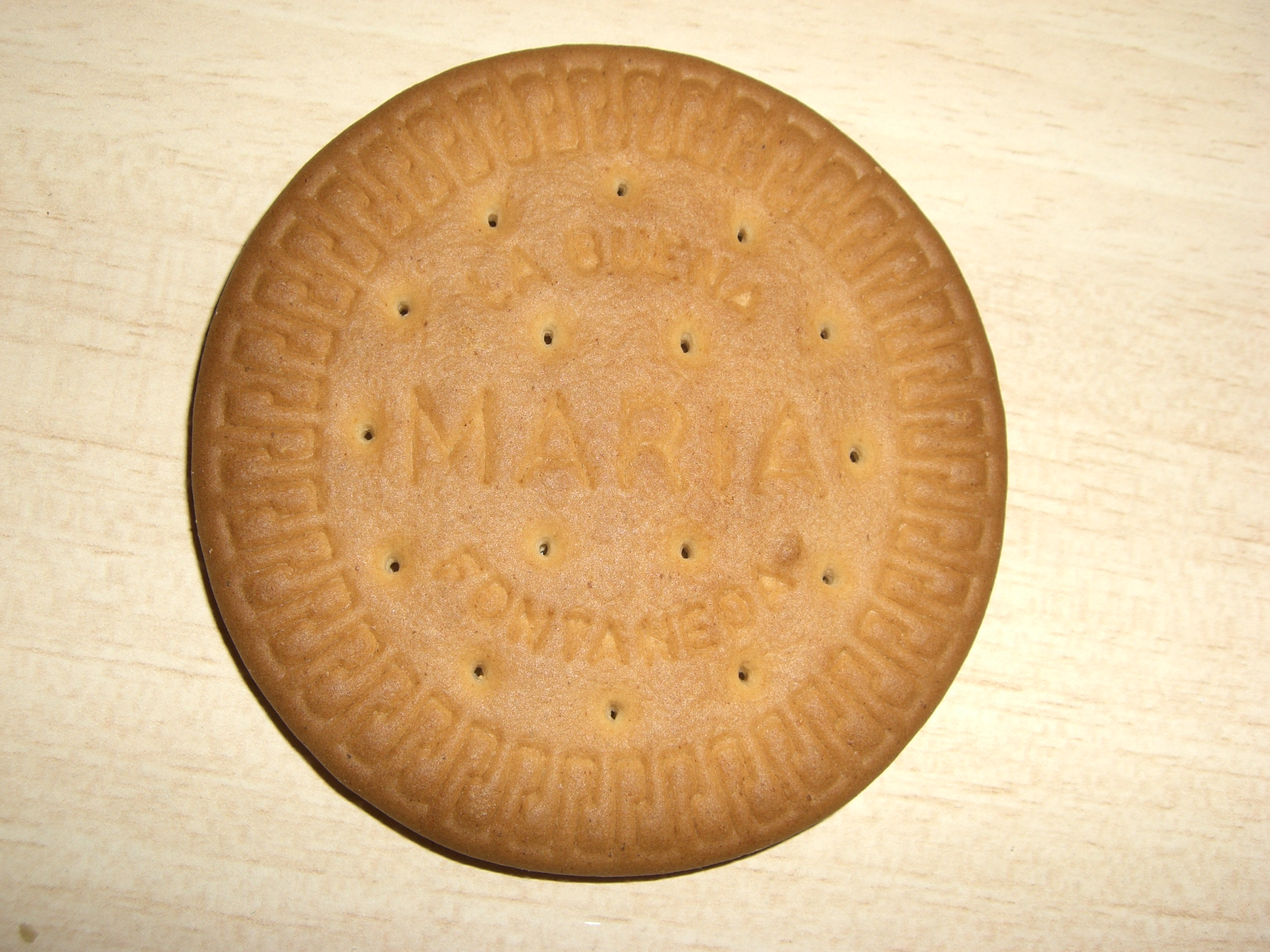
Ett mariekex.

Mariekex, eller Guld Marie, är en typ av runt kex, med ljust gyllenbrun yta och smak av aromer av bland annat vanillin. Mariekex förekommer i många länder med för den nationella produkten typiska egenskaper vad gäller både utseende och smak. Eftersom kexen trots den aromatiska smaktillsatsen har en relativt neutral smak kan de också ätas med olika pålägg. En variant är Finger Marie, som har oval form.

## Historik
Mariekexet skapades av det engelska bageriet Peek Freans i London 1874 för att fira bröllopet mellan Alfred av Sachsen-Coburg-Gotha och Maria Alexandrovna av Ryssland. Kakan blev populär i hela Europa, särskilt i Spanien, där den efter det spanska inbördeskriget blev en symbol för Spaniens ekonomiska återhämtning, då bagarna kunde massproducera kexen av veteöverskott. Då producerades kexet med en bild av Jungfru Maria på framsidan. Denna togs efterhand bort efter protester från romersk-katolska kyrkan.

## Sverige
Grosshandlaren Carl Leopold Berggren i Göteborg importerade kex och kakor från England. Men efter tullstriden 1887 höjdes tullarna på kexen och Berggren bestämde sig för att starta egen tillverkning med företaget Göteborgs Kex i Kungälv, där en fabrik kunde placeras vid Nordre älv. Från Glasgow i Skottland engagerades Robert Cruickshank och fem bagare. Den 13 december 1888 gjordes det första provbaket, möjligtvis ingick då Mariekexen. Kexet fick namnet Guld Marie, och var under många år det mest sålda i Sverige. Mariekex tillverkades även av andra kexfabriker i Sverige, bland andra Örebro Kexfabrik.